# Johann Friedrich Gmelin
Johann Friedrich Gmelin (Tubinga, 8 de agosto de 1748 — Gotinga, 1 de novembro de 1804) foi um médico, naturalista, botânico e entomologista alemão. Foi graduado com um M.D. na Universidade de Tubinga em 1769.
Gmelin não foi propriamente um zoologista, também publicou muitos trabalhos de química. Ele foi o pai do químico Leopold Gmelin, e sobrinho de Johann Georg Gmelin (1709-1755), explorador, químico e botânico.

## Educação
Johann Friedrich Gmelin nasceu como o filho mais velho de Philipp Friedrich Gmelin em 1748 em Tübingen. Ele estudou medicina com seu pai na Universidade de Tübingen e se formou em medicina em 1768, com uma tese intitulada: Irritabilitatem vegetabilium, in singulis plantarum partibus exploratam ulterioribusque experimentis confirmatam., defendido sob a presidência de Ferdinand Christoph Oetinger, quem agradece com as palavras Patrono et praeceptore in aeternum pie devenerando, pro summis in medicina obtinendis honoribus.

## Carreira
Em 1769, Gmelin tornou-se professor adjunto de medicina na Universidade de Tübingen. Em 1773, ele se tornou professor de filosofia e professor adjunto de medicina na Universidade de Göttingen. Ele foi promovido a professor titular de medicina e professor de química, botânica e mineralogia em 1778. Ele morreu em 1804 em Göttingen.

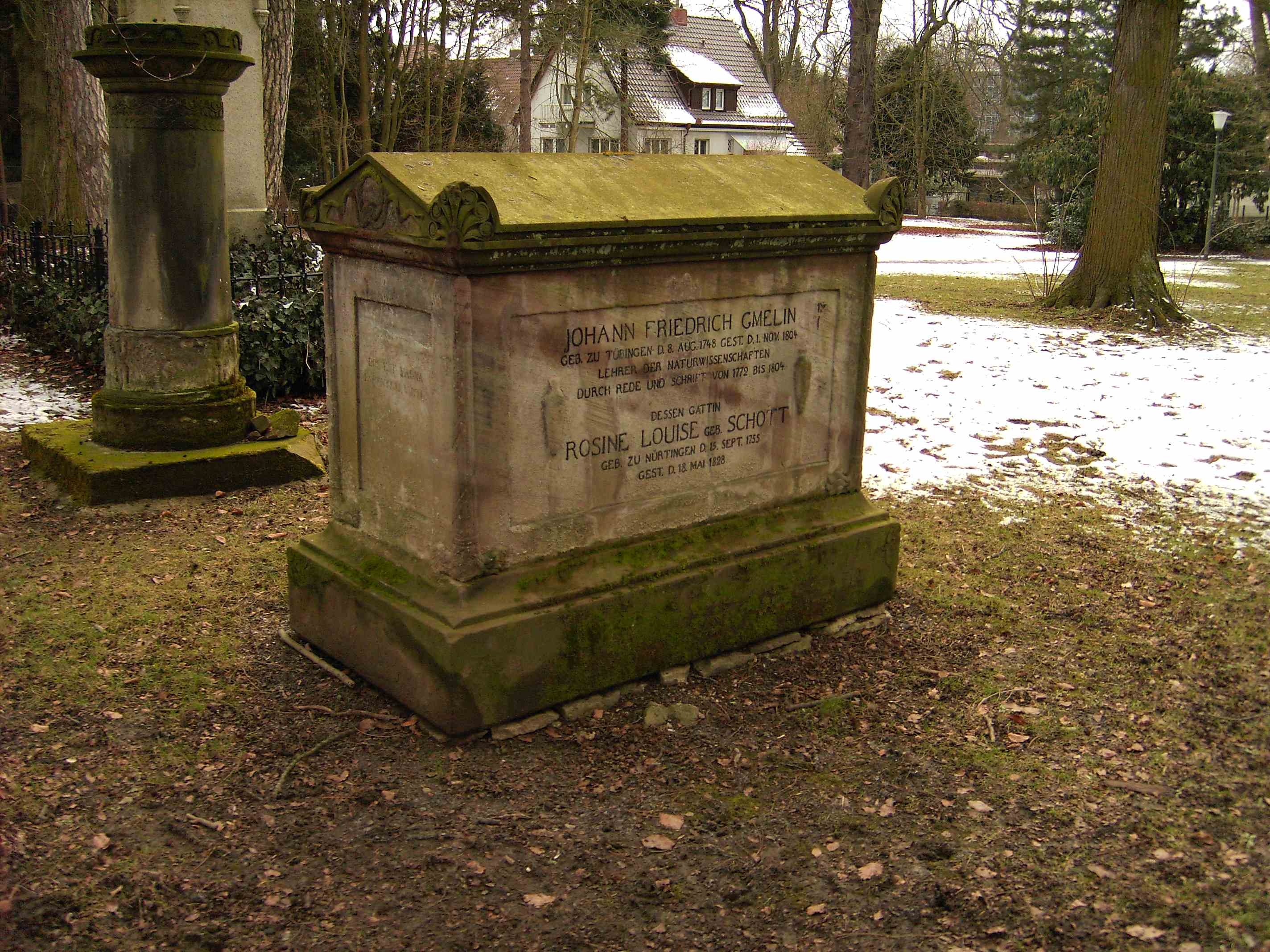
Göttingen, Cheltenhampark, Túmulo de Johann Friedrich Gmelin

Johann Friedrich Gmelin publicou vários livros didáticos nas áreas de química, ciência farmacêutica, mineralogia e botânica. Ele também publicou a 13ª edição do Systema Naturae de Carl Linnaeus em 1788 e 1789. Continha descrições e nomes científicos de muitas novas espécies, incluindo pássaros que haviam sido catalogados anteriormente sem um nome científico por John Latham em seu A General Synopsis of Birds. A publicação de Gmelin é citada como autoridade para mais de 290 espécies de pássaros e também várias espécies de borboletas.
Está sepultado no Albani-Friedhof.

## Publicações
- Gmelin, Johann Friedrich; Ferdinand Christoph Oetinger (1768). Irritabilitatem vegetabilium, in singulis plantarum partibus exploratam ulterioribusque experimentis confirmatam. Col: Thesis Tübingen. [S.l.: s.n.] OCLC 10717434
- Allgemeine Geschichte der Gifte, 2 Vol., 1776/77 Digital edition of the University and State Library Düsseldorf.
- Allgemeine Geschichte der Pflanzengifte, 1777
- Allgemeine Geschichte der mineralischen Gifte. Nürnberg: Raspe, 1777. Digital edition of the University and State Library Düsseldorf.
- Johann Friedrich Gmelins... Einleitung in die Chemie zum Gebrauch auf Universitäten. Nürnberg: Raspe, 1780. Digital edition of the University and State Library Düsseldorf.
- Einleitung in die Pharmacie. Nürnberg: Raspe, 1781. Digital edition of the University and State Library Düsseldorf.
- Beyträge zur Geschichte des teutschen Bergbaus, 1783
- Ueber die neuere Entdeckungen in der Lehre von der Luft, und deren Anwendung auf Arzneikunst, in Briefen an einen Arzt, von J. F. Gmelin., 1784
- Grundsätze der technischen Chemie, 1786
- Caroli a Linné, equitis aurati de stella polari, … Systema naturae per regna tria naturae, secundum classes, ordines, genera, species, cum characteribus, differentiis, synonymis, locis. Editio decima tertia, aucta, reformata. Lipsiae [Leipzig], Georg Emanuel Beer, 1789–1790
- Grundriß der Pharmazie, 1792
- Apparatus Medicaminum tam simplicium quam praeparatorum et compositorum in Praxeos Adiumentum consideratus, Ps. 2, T. 1 - Ps. 2, T. 2., 1795–1796. Digital edition of the University and State Library Düsseldorf.
- Geschichte der Chemie, 1799
- Allgemeine Geschichte der thierischen und mineralischen Gifte, 1806